# Parathetesis convergens
Parathetesis convergens är en skalbaggsart som först beskrevs av Bates 1892.  Parathetesis convergens ingår i släktet Parathetesis och familjen långhorningar. Inga underarter finns listade i Catalogue of Life.